# ابینیو
ابینیو (انگلیسی: Ebinho؛ زادهٔ ۱۸ ژانویهٔ ۱۹۸۸) بازیکن فوتبال اهل برزیل است.
از باشگاه‌هایی که در آن بازی کرده‌است می‌توان به باشگاه فوتبال اتلتیکو کورینتیانس و باشگاه ورزشی ماریتیمو اشاره کرد.